# Cantemirești

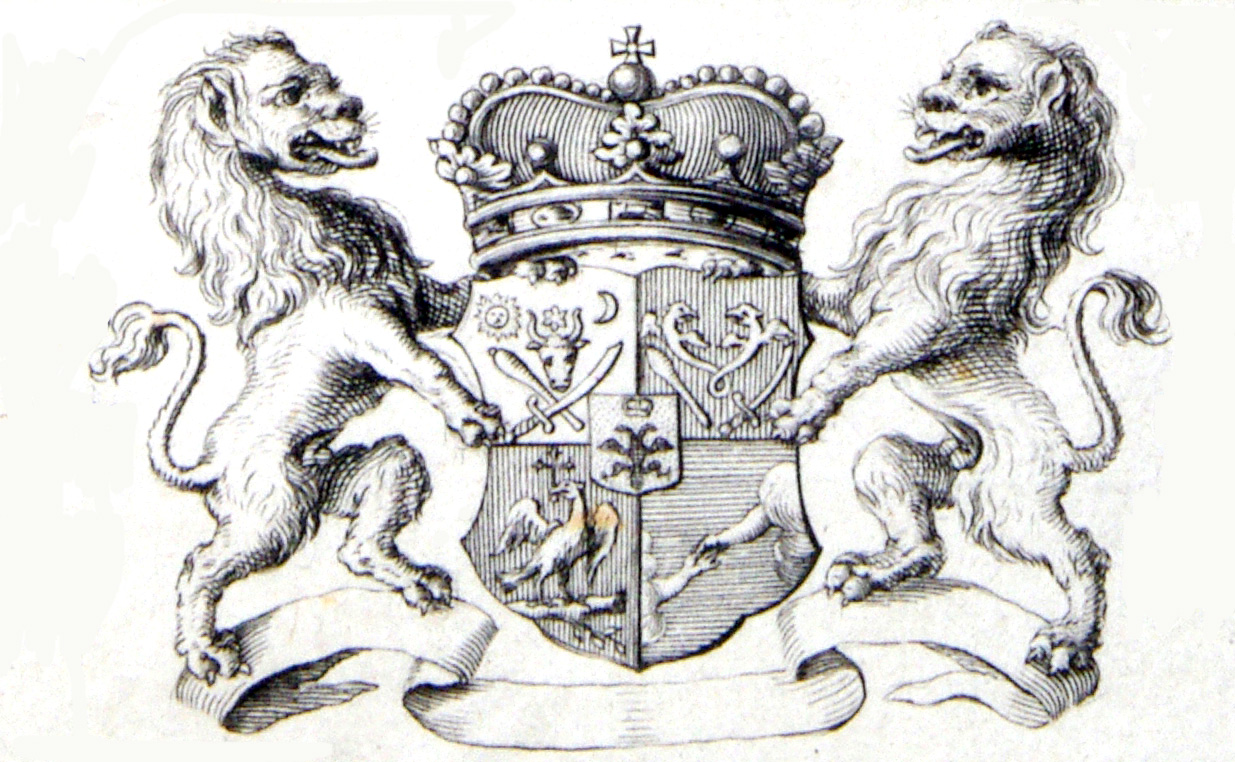
Stema lui Dimitrie Cantemir

Cantemireștii (sau familia Cantemir) au fost o familie de boieri moldoveni. În secolele XVII și XVIII, aceștia s-au mutat în Imperiul Rus, Regatul Franței și în Regatul Marii Britanii, din cauza problemelor cu autoritățile otomane. Se crede că strămoșul lor a fost hanul Cantemir Bei, însă acest lucru nu este cert. Au fost fondatorii așezărilor Dmitrovsk și Kantemirovka din Rusia.
Cei mai cunoscuți membri au fost:
- Constantin Cantemir (1612–1693), domnitor al Moldovei (1685–1693)
- Antioh Cantemir (1671–1726), fiul lui Constantin, domnitor al Moldovei (1696–1700 și 1705–1707)
- Dimitrie Cantemir (1674–1723), fiul lui Constantin, domnitor al Moldovei (1693 și 1710–1711) și cărturar
- Antioh Dimitrievici Cantemir (1709–1744), fiul lui Dimitrie, scriitor și diplomat rus